# George Frankl
George Frankl est un psychanalyste et philosophe britannique, né le 12 décembre 1921 à Vienne et mort le 25 décembre 2004 à Londres. Il est principalement connu pour ses travaux sur la psychologie des profondeurs.

## Biographie
George Frankl naît le 12 décembre 1921 à Vienne (Autriche).
Il a fait des recherches sur les cultures préhistoriques et la psychologie sociale.
Il meurt le 25 décembre 2004 à Londres.

## Ouvrages
- (en) Blueprint for a Sane Society, Open Gate Press, Londres, 2004.  (ISBN 1-871871-60-3).
- (en) Exploring the Unconscious, Open Gate Press, Londres, 1994.  (ISBN 1-871871-07-7).
- (en) The Failure of the Sexual Revolution, Kahn Aversill, Londres, 1974.  (ISBN 0-900707-35-6).
- (en) Foundations of morality. An investigation into the origin and purpose of moral concepts, Open Gate Press, Londres, 2000.  (ISBN 1-871871-27-1).
- (en) Social History of The Unconscious, Open Gate Press, Londres, 1992
- (en) Archaeology of mind.  (ISBN 1-871871-16-6).
- (en) Civilisation, Utopia and tragedy.  (ISBN 1-871871-17-4).
- (en) The three faces of monotheism. Judaism, christianity, Islam, Open Gate Press, Londres, 2005.  (ISBN 1-871871-63-8).
- (en) The Unknown Self, Open Gate Press, Londres, 1990.  (ISBN 1-871871-05-0) (collection « Psychoanalysis and society »).